# 石見畳ヶ浦
石見畳ヶ浦（いわみたたみがうら）は、島根県浜田市にある海岸景勝地。単純に畳ヶ浦ともいう。名の由来は千畳敷が畳を敷き詰めたように見えることに因む。
広義では、一帯は唐鐘海岸と呼ばれており、その中にある景勝地として扱われる。浜田海岸県立自然公園に指定されている。

## 概要
一帯は古くから「床浦」と呼ばれた景勝地だが、1872年（明治5年）に発生した浜田地震によって海底が約30cm隆起、今にみられるような千畳敷と断崖が融合した景観となった。地質学的に大変貴重であり、1932年（昭和7年）3月25日に国の天然記念物に指定されている。なお、隆起量が1m程度とする説もあるが地震後40年余り後の調査であるため信憑性が低い。
市内随一の景勝地で観光化もされており、釣り客や海水浴客などが多く訪れる。
環境省が選定したかおり風景100選において、石見畳ヶ浦磯のかおりが選ばれている。

## 特徴

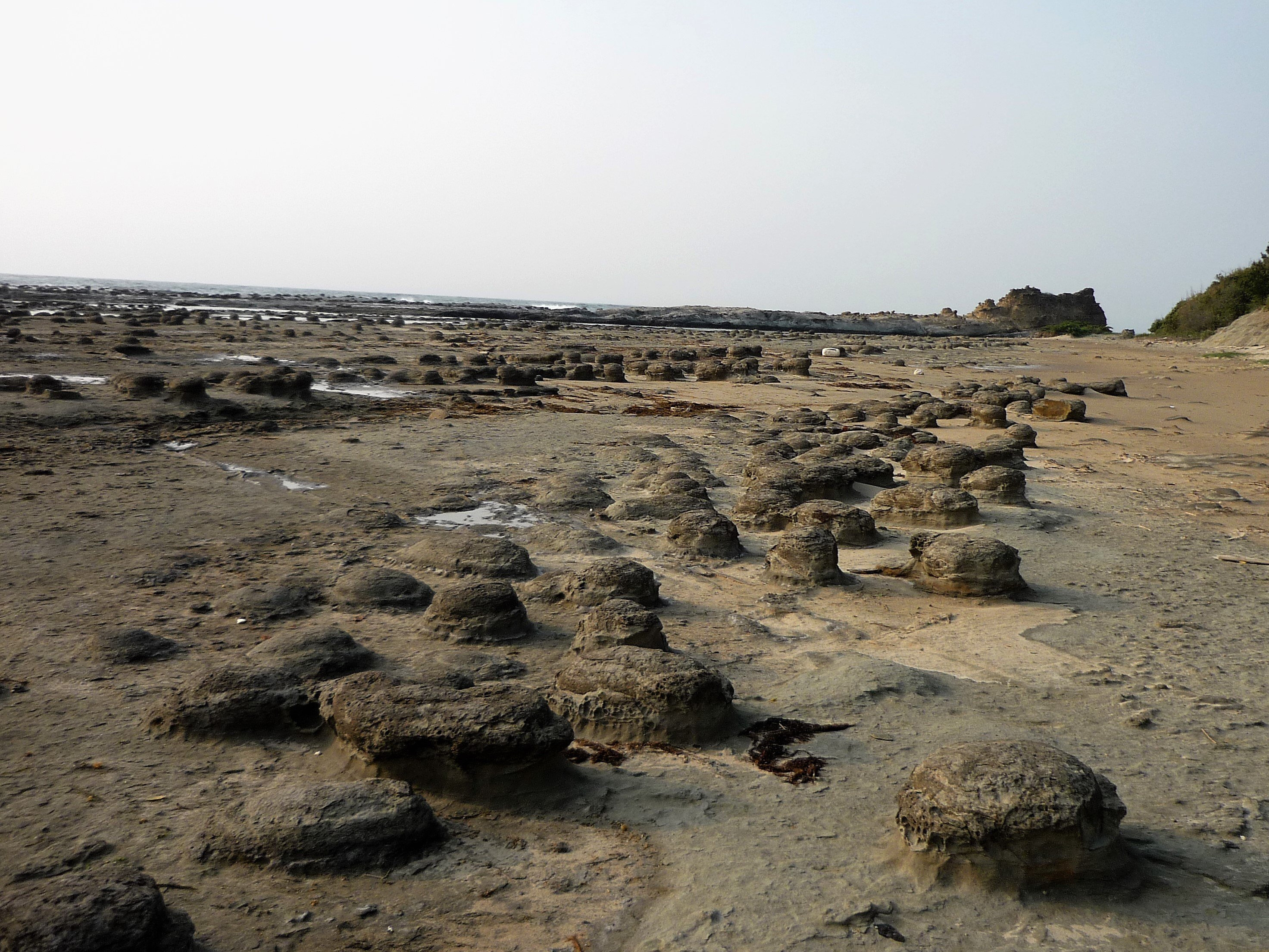
石見畳ヶ浦のノジュール

千畳敷
畳を敷き詰めたという形容の通り、千畳敷には節理による無数の亀裂が走っている。千畳敷を構成する岩盤は波食によって棚状になっている。これを波食棚といい、砂岩層からなる。この砂岩には中期中新世の貝類、流木、クジラ骨などの化石が含まれており、非常に優れた保存状態を誇る。
馬の背
千畳敷の中央に馬の背と呼ばれる岩山がある。これは海岸にあった岩礁が地震によって顔を覗かせたものであり、砂岩と礫岩の地層がくっきりと見分けられる。礫岩層は本来、海底に埋もれていたはずであるが、地震によって露出したものである。
ノジュール（団塊）
千畳敷には至る所に腰掛けのように丸い石が並ぶ。これはノジュールと呼ばれるもので、前述の地震によって岩盤そのものが隆起した際に発生したものであり、地層にしたがい、規則的に11列に並んでいる。また、ノジュールは貝殻に含まれる炭酸カルシウムの働きでコンクリート状になっている。全国的にも稀な現象で、畳ヶ浦を代表する特徴的なもの。地質学的にも極めて貴重なものである。2007年に、5個のノジュールが切り取られ盗まれているのが発見され、浜田警察署に盗難届が提出されている。
その他の特徴
海岸の背後には高さ20mクラスの断崖が発達しており、地層の交差が顕著である。また海蝕洞も見られ、内部には地蔵菩薩が置かれた。途中に賽の河原と呼ばれる場所がある。海上には犬島、猫島という奇岩が浮かぶ。

## アクセス
最寄の駅はJR山陰本線下府駅。下府駅前にある下府駅口バス停より石見交通バスに乗車し、千畳苑口バス停、または畳ヶ浦口バス停より徒歩。